# Рододендрон жёлтый
Рододе́ндрон жёлтый (лат. Rhododéndron lúteum) — кустарник, вид рода Рододендрон (Rhododendron) семейства Вересковые (Ericaceae). На Кавказе встречаются местные названия: «азалия», «горький чай», «бешеный хворост». Известен также как азалия понтийская (Azalea pontica).
|                                       |
|                                       |
| Сверху вниз: Ветка с почками. Цветки. |

## Ботаническое описание
Вид очень полиморфен. Некоторые авторы выделяют ряд разновидностей, отличающихся характером опушения и формой листьев.
Рододендрон жёлтый — листопадный ветвистый кустарник высотой 2—4 м, сильно разрастающийся, достигающий 6 м в поперечнике. Молодые побеги железисто-мохнатые.
Листья продолговато-обратнояйцевидные, продолговато-ланцетные или продолговато-эллиптические, длиной от 4 до 12 см, шириной 1,5—8 см, остроконечные, к основанию суженные, по краю мелкопильчатые и реснитчатые, на черешках длиной 5—7 мм.
Цветки на цветоножках длиной 1—2 см, собраны в 7—12-цветковые зонтиковидные щитки. Чашечка маленькая, с желёзисто-реснитчатыми долями длиной 2—5 мм; венчик оранжевый или жёлтый, снаружи железистый, длиной от 3 до 5 см, диаметром около 5 см, воронковидный, трубка венчика узкоцилиндрическая, наверху расширенная, доли продолговатые. Тычинок 5, изогнутых, превышающих венчик, нити их опушены от основания до половины; завязь железистая; столбик тонкий, длиннее тычинок.
Плод — продолговато-цилиндрическая коробочка длиной 1,5—2,5 см.
Цветёт в апреле — июне, до появления листьев или одновременно с ними. Плодоносит в июне — августе.

## Распространение и экология
Ареал вида охватывает восточную и юго-восточную Европу, Малую Азию и Закавказье. На территории России растение встречается в европейской части и на Кавказе (Дагестан, Предкавказье, западное и восточное Закавказье).
Растёт в лесах (преимущественно сухих) в качестве подлеска, на лесных опушках, зарастающих вырубках, а также на открытых местах, преимущественно на бедной щебенистой почве. Встречается на высотах от 0 до 2000 метров над уровнем моря.

## Значение и применение
Растение ядовито, все его части содержат андромедотоксин. Вызывает отравление животных. Мёд также ядовит, даже для пчёл.
Ежегодно на Кавказе отравлению подвергаются крупный рогатый скот, овцы, козы, чаще всего при перегонах скота на горные луга, а также и во время пастьбы животных на них. Высушивание не уничтожает ядовитого действия растений, поэтому случаи отравления бывают при скармливании животным сена с примесью веточек и листьев. В совхозе «Учкекенский» Малокарачаевского района Карачаево-Черкесской АССР в 1967—1968 годах были случаи отравления и гибели молодняка овец при скармливании лугового сена с примесью молодых побегов. В 1964 году в совхозе имени «Заюкова» Баксанского района Кабардино-Балкарской АССР при кормлении овец сеном, содержащим примесь листочков азалии, заболело 50 животных, из них 30 пало. Случаи отравления также были в других совхозах Карачаево-Черкесской, Кабардино-Балкарской и Дагестанской АССР. Несколько пятнистых оленей пало в хозяйстве под Нальчиком. У больных животных нарушалась координация движений, резко возрастала активность, беспокойство. После уничтожения этого растения на территории оленефермы отравления оленей прекратились.

## В культуре
В культуре с 1792 года, а возможно, и раньше. Очень декоративен в период цветения, а также осенью благодаря яркой окраске листьев. Известно много садовых форм, а также гибридов, которые значительно более декоративны, чем исходный вид.
В ГБС выращивается с 1952 года. В 18 лет высота кустов достигала 0,5—1,2 м, диаметр 75—135 см. Первое цветение отмечалось в 5 лет. По многолетним данным самый ранний срок начала цветения 17 и 18 мая был в 1967 и 1968 годах, самый поздний срок 7 июня был в 1965 и 1971 годах. Массовое цветение — в первых числах июня. Цветение начинается уже во время распускания листьев и продолжается этапами, поскольку период цветения долгий. Цветки источают сильный аромат, и уже несколько кустов в саду способны создать «южную атмосферу». В середине июня распускаются листья, в июле они приобретают осеннюю окраску, в октябре опадают. Рост основных побегов заканчивается в конце августа. Прирост за вегетационный период составляет 4—8 см, максимальный — 15—25 см. Плоды созревают в октябре-ноябре. Жизнеспособность семян 84 %. Ежегодно частично обмерзают цветочные почки и однолетние побеги, поэтому на зиму растения рекомендуется укрывать или пригибать ветки к земле. Зимостойкость I—II. Побеги одревесневают на 100 %.
В условиях Нижегородской области относительно зимостоек. В суровые зимы подмерзают концы побегов и цветочные почки, иногда страдает и многолетняя древесина. Семена вызревают.
Может размножаться с помощью корневых побегов, что является довольно редким для семейства рододендронов способом размножения.

## История
Древнегреческий писатель и военачальник Ксенофонт рассказывает в своем труде «Анабасис Кира» о странной болезни, охватившей его войско на территории нынешнего Курдистана. Местные жители знали о том, что нужно остерегаться «сумасшедшего мёда», однако изголодавшееся по сладкому войско, пришедшее из далёкой Греции, едва не постигла гибель. Собранный воинами мёд был сделан из ядовитого нектара рододендрона жёлтого, использующегося обитающими в этом регионе пчёлами. Спустя некоторое время люди его войска выздоровели.